# ティトゥス浴場
ティトゥス浴場（ラテン語: Thermae Titi）は、80年に、第10代ローマ皇帝ティトゥスがローマのエスクイリーノの丘に築造したローマ浴場である。現在のコッレ・オッピオ（オッピオの丘）公園の南西端付近にあり、コロッセオの北隣に位置していた。

## 歴史

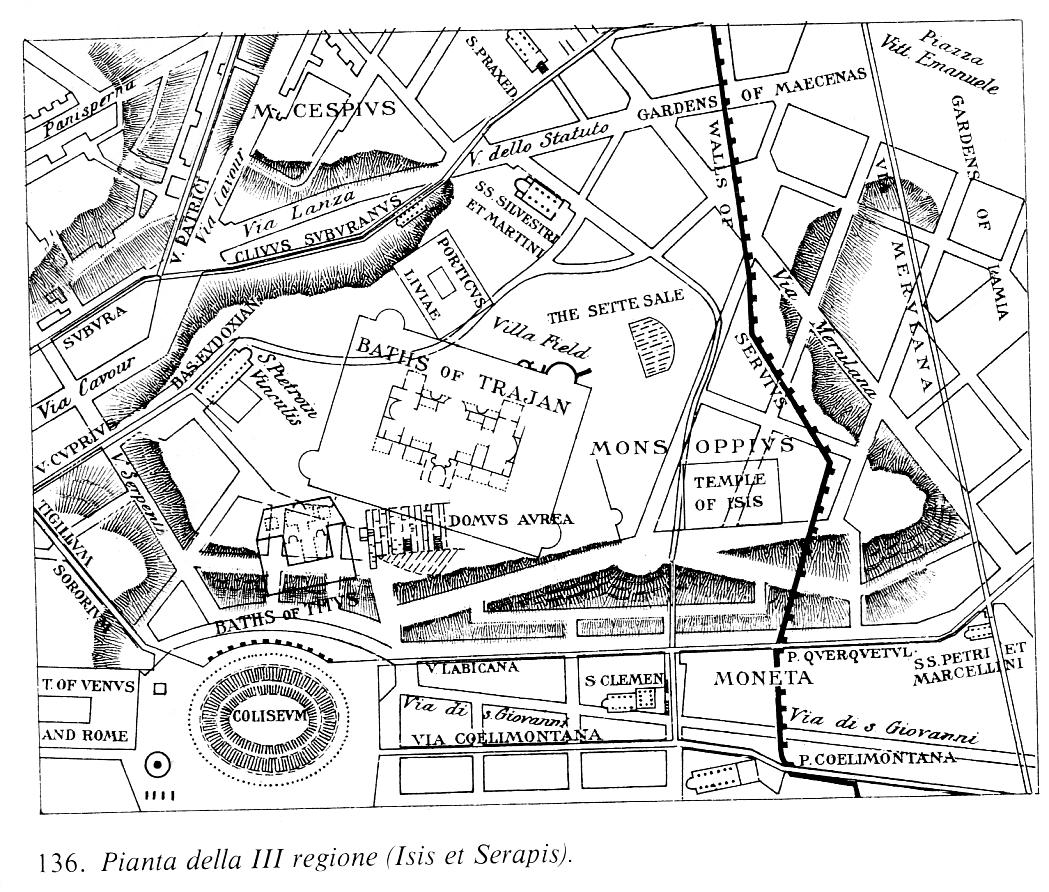
コッレ・オッピオの丘付近の地図

ティトゥス浴場は、第5代皇帝ネロが造営したドムス・アウレアと呼ばれる大宮殿の一部を取り壊して再利用する形で造られた。80年のフラウィウス闘技場（現 コロッセオ）のこけら落としの催しと同時に供用されたと言われている。この浴場は小規模で、竣工した約20年後には北東に隣接して、巨大なトラヤヌス浴場が建てられた。2世紀初頭のハドリアヌス帝の時代と、238年の2度改修が行われたが、その後は放置され早い時期に廃墟となっていたようである。建物の大部分は16世紀頃まで残っていたようで、建築家アンドレーア・パッラーディオが平面図を描いている。その後すぐに完全に取り壊されたようで、大理石などの建材はジェズ教会やバチカン宮殿のベルヴェデーレの中庭など、宮殿や教会建築で再利用された。